# Jean-Christophe Leclère
Jean-Christophe Leclère (ca. 1960) is een Frans organist en klavecimbelspeler.

## Levensloop
Naast zijn studies die leidden tot het diploma van doctor in de geneeskunde, heeft Leclère zich bekwaamd in het orgel bij Olivier Latry en in het klavecimbel bij Christophe Rousset.
In 1994 won hij een Tweede prijs, samen met Hadrien Jourdan in het internationaal orgelconcours (afdeling duo's op orgelpositief) in het kader van het Musica Antiqua Festival in Brugge.
Als solist of begeleider heeft hij vaak samen geconcerteerd met ensembles zoals Akademia (regionaal vocaal ensemble in Champagne-Ardenne), Concert Brisé, Ensemble Baroque Pascal Collasse, Académie Sainte-Cécile, Ensemble William Byrd, les Trompettes des Plaisirs, Giardino Armonico, Magdeburger Kammerchor, Körnescher Sing-Verein Dresden, Koor van de Universiteit van Uppsala, Bach-Ensemble van Leipzig, Koor van Clare College Cambridge en met solisten zoals Catherine Greuillet, Jean Nirouët, James Bowman, Philippe Couvert, Habib Guerroumi, Aris Christofelis, Alain Buet en Richard Walz. Hij trad op in Frankrijk, België, Duitsland, Italië en Spanje. Vanaf 2000 trad hij regelmatig op met de Duitse sopraan Christine Maria Rembeck (Leipzig).
Hij was gedurende 12 jaar titularis van het orgel in de St Mauricekerk in Reims en sinds 1983 van de basiliek Notre Dame de L'Épine in Champagne. Hij leidt er het jaarlijks festival "Musique Sacrée à Notre-Dame de L'Épine" (orgel, barokmuziek, theater, circus).
Als arts heeft hij een studie gepubliceerd op basis van zijn thesis over de gezondheid van beroepsmusici.
Door de Belgische orgelbouwer Rudi Jacques liet hij zich een draagbaar orgel bouwen waar hij op heel wat plekken concerten mee gaf.
Voorzitter en animator van de Association de Musique Ancienne de Champagne-Ardenne, stichtte hij in 1999 het Collectif Cordis & Organo voor het ondersteunen van de heropleving van barokmuziek uitgevoerd op authentieke instrumenten. Hij is ook de voorzitter van de Association de Musique - Ancienne in Champagne-Ardenne en van de Fédération Régionale de l'Orgue en Champagne-Ardenne.
Leclère is getrouwd en heeft vijf kinderen. Het gezin woont in Courtisols, waar hij als huisarts werkt.

## Discografie
Samen met Hadrien Jourdan
- Duel à deux orgues (San-Petronio in Bologna, Sommacampagna, Sant'Elpidio a Mare)
- Toutes sortes de Fantaizies, twee- en vierhandig op het historisch orgel (17de eeuw) van Regniowez (Ardennes, Frankrijk).
- Six Sonates Bibliques van Johann Kuhnau, in Vertus (Marne, France)
- Pièces d'orgue et motets français des XVII et XVIIIe, op het orgel Moucherel (1725) in de abdijkerk van Mouzon

Andere:
- Anthologie d'airs d'alto des cantates de J.S.Bach
- Lamentations du Jeudy Saint de Joseph-Hector Fiocco
- L'Art de la Fugue de Johann Sebastian Bach
- Variatio 1700 (Bach-Boehm-Buxtehude) met Christine Maria Rembeck